# Frank Belfrage
Frank Kurt Claude Belfrage (* 13. März 1942 in Stockholm) ist ein schwedischer Diplomat, der unter anderem zwischen 1984 und 1987 Botschafter in Saudi-Arabien und als solcher auch als Botschafter im Jemen und in Oman akkreditiert war. Er war von 1991 bis 1994 Staatssekretär und Leiter der Handelsabteilung im Außenministerium (Utenriksdepartementet), zwischen 1994 und 1999 im Range eines Botschafters Ständiger Vertreter bei der Europäischen Union (EU) in Brüssel und von 2001 bis 2006 Botschafter in Frankreich. Zuletzt war er zwischen 2006 und 2014 als Kabinettssekreterare nach Außenminister Carl Bildt höchster Beamter des Außenministeriums.

## Leben
Frank Kurt Claude Belfrage stammt aus der Adelsfamilie Belfrage und ist der Sohn des Diplomaten und Wirtschaftsmanagers Kurt-Allan Belfrage (1907–1991), der unter anderem zwischen 1951 und 1954 Gesandter in Österreich sowie von 1957 bis 1970 Vorstandsvorsitzender des Industriekonzerns Atlas Copco war, und dessen Ehefrau Renée Puaux. Sein jüngerer Bruder war der Diplomat und spätere Finanz- und Wirtschaftsmanager Erik Belfrage (1946–2020), während sein Onkel der Diplomat Leif Belfrage (1910–1990) war, der unter anderem zwischen 1956 und 1957 ebenfalls Kabinettssekretär des Außenministeriums, von 1967 bis 1972 Botschafter im Vereinigten Königreich sowie von 1972 bis 1976 Ständiger Vertreter bei der Organisation für wirtschaftliche Zusammenarbeit und Entwicklung (OECD) in Paris war.
Leif Belfrage absolvierte nach dem Abitur (Studentexamen) ein Studium an der Handelshochschule Stockholm HHS (Handelshögskolan i Stockholm), welches er 1965 beendete. Er trat 1966 als Attaché in den diplomatischen Dienst des Außenministeriums (Utenriksdepartementet) und war zunächst an der Botschaft in Österreich tätig sowie zwischen 1968 und 1971 als Sekretär an der Ständigen Vertretung bei den Vereinten Nationen in New York City. Nach seiner Rückkehr war er zwischen 1971 und 1975 erst Ministerialsekretär (Departementssekreterare) sowie im Anschluss von 1975 bis 1977 Ministerialrat (Departementsråd) im Außenministerium. 1977 wechselte er an die Botschaft im Vereinigten Königreich und war anfangs Botschaftsrat (Ambassadråd) für Handelsangelegenheiten sowie daraufhin zwischen 1981 und 1984 Gesandter (Minister).
Als Nachfolger von Fredrik Bergenstråhle übernahm Belfrage 1984 den Posten als Botschafter in Saudi-Arabien und war als solcher mit Amtssitz in Riad bis zu seiner Ablösung durch Lennart Alvin 1987 auch als Botschafter im Jemen und in Oman akkreditiert. Nach seiner Rückkehr war er im Außenministerium im Range eines Botschafters zwischen 1987 und 1988 Leiter der Unterabteilung für bilateralen Handel sowie von 1988 bis 1991 Leiter der Unterabteilung für Westeuropa, ehe er zwischen 1991 und 1994 Staatssekretär (Statssekreterare) und Leiter der Handelsabteilung sowie Chefunterhändler bei den Verhandlungen mit den Europäischen Gemeinschaften über eine mögliche Mitgliedschaft Schwedens war. Vor dem Beitritt Schwedens in die Europäische Union am 1. Januar 1995 wurde er 1994 im Range eines Botschafters erster Ständiger Vertreter bei der Europäischen Union (EU) in Brüssel und hatte dieses Amt bis 1999 inne, woraufhin Gunnar Lund ihn ablöste.
Nach seiner Rückkehr war Frank Belfrage im Außenministerium zwischen 1999 und 2001 als Auswärtiger Rat (Utrikesråd) Leiter der Abteilung für Europäische Integration und Europaangelegenheiten. In dieser Funktion spielte er eine herausragende Rolle bei den Vorbereitungen für Schwedens erste Amtszeit zur Präsidentschaft der Europäischen Union von Januar bis Juni 2001. 2001 löste er Örjan Berner als Botschafter in Frankreich ab und bekleidete dieses Amt in Paris bis 2006, woraufhin zunächst Krister Kumlin kommissarischer Geschäftsträger (Chargé d’affaires ad interim) und 2007 abermals Gunnar Lund seine Nachfolge antrat. Zuletzt war er als Nachfolger von Hans Dahlgren zwischen 2006 und seiner Ablösung durch Annika Söder 2014 als Kabinettssekreterare nach Außenminister Carl Bildt höchster Beamter des Außenministeriums. Nach seinem Ausscheiden aus dem diplomatischen Dienst wurde er Partner der Beratungsgesellschaft Consilio. Im April 2016 wurde bekannt, dass er sich auf einer Liste mit den Namen von 9.000 Personen befand, denen Steuerhinterziehung aufgrund von Vermögenswerten im Ausland vorgeworfen wurde, hierüber von Helena Dyrssen, der stellvertretenden Generaldirektorin der Steuerbehörde (Skatteverket), gewarnt wurde. Ingemar Hansson, Generaldirektor der Steuerbehörde, räumte dies als Fehler ein.
Frank Belfrage heiratete 1978 Helena Östberg (* 1947), Tochter des Bergbauingenieurs Jan Erik Östberg und Britta Sedell.